# South Sudan Oyee!
South Sudan Oyee! est l'hymne national du Soudan du Sud. Écrit en 2010 par un groupe d'étudiants de l'université de Djouba, la capitale du pays, il fut adopté à l’Indépendance officielle du pays, le 9 juillet 2011.

## Histoire
Le comité a reçu 49 entrées pour l'hymne. Le titre de travail était "Terre de Kush". Un concours a eu lieu à la télévision en direct en 2010. 
La gagnante de la musique a été composée par les étudiants et les enseignants de l'université de Djouba de Le Département Musique a été conduit par un Arabe originaire du nord. 
La version originale a été rédigée par Achier Deng Akol en 2005, à la suite de l'Accord de paix global, lorsqu'il est devenu évident que le Soudan du Sud pourrait devenir indépendant. Cette version originale, intitulée South Sudan Oyee, a fait l’objet de nombreuses améliorations par le biais de comités spécialisés dirigés par le général SPLA, Malak Awien, et par l’ex-ministre de l’Information du Soudan du Sud, M. Barnaba Martial Benjamin.

## Paroles
| Paroles en anglais | Traduction en français |
| --- | --- |
| :Oh God! (x5) We praise and glorify you For your grace upon Kush, The land of great warriors And origin of the world’s civilization. :Oh Kush! (x2) Arise, shine, raise your flag with the guiding star And sing songs of freedom with joy, For peace, liberty and justice Shall forever be again. Oh black warriors! Stand in silence and respect, Saluting millions of martyrs whose Blood cemented our national foundation. We vow to protect our nation. :Oh Eden! (x2) Land of milk and honey and hardworking people, Uphold us united in peace and harmony. The Nile, valleys, forests and mountains Shall be our sources of joy and pride :Oh lord, bless South Sudan! (x4). | :Ô Dieu, (x5) Nous te louons et nous te glorifions, pour avoir béni Kouch, la terre des grands guerriers et l'origine des civilisations. :Ô Kouch, (x2) lève-toi et brille, lève ton drapeau avec l’étoile qui nous guide Et chante joyeusement un chant de liberté, pour que la paix, la liberté et la justice règnent toujours davantage. Ô guerriers noirs ! tenez-vous debout en silence et respect pour saluer les millions de martyrs, Dont le sang a cimenté les fondations de la Nation. Nous jurons, nous jurons de protéger notre Nation. :Ô Eden, (x2) Pays du lait et du miel et d’un peuple qui travaille dur, Maintiens-nous unis dans la paix et l’harmonie. Le Nil, les vallées, les forêts et les montagnes Seront nos sources de joie et de fierté. :Aussi, Seigneur, bénis le Soudan du Sud ! (x4) |